# Schloss Aschach (Volders)

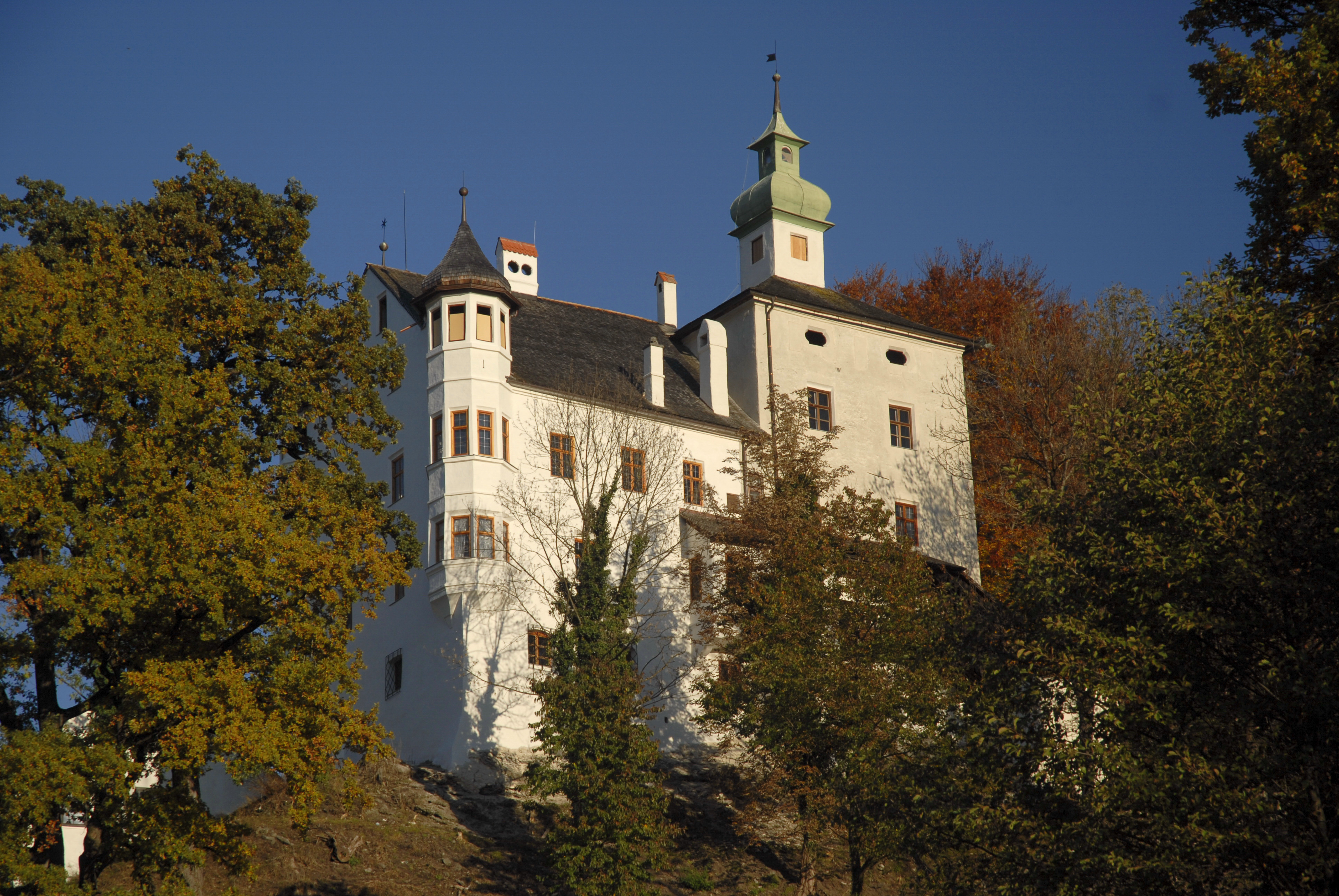
Schloss Aschach in Volders

Schloss Aschach befindet sich in der Gemeinde Volders im Bezirk Innsbruck-Land in Tirol (Schloss-Aschach-Weg 4).

## Geschichte des Schlosses
Der ursprüngliche Ansitz wird 1311 im Besitz des Jakob von Volders (Jakob der Volrer) genannt. Er bestand aus einem „viereggeten  Thurn“ und Wirtschaftsgebäuden. 1413 bei einem Konflikt mit Herzog Friedrich IV. mit den Bayern um die Ausfuhr des Haller Salzes und der Belagerung von Friedberg durch die Bayern wurde das Gebäude zerstört. 1470 kam diese Herrschaft in den Besitz der Familie Füerer (Furrer). Augustin Fuerer von Aschach war Richter für den Ritter Florian Waldauf, der 1492 die Burg Rettenberg in Kolsassberg neu aufgebaut hatte. 1499 wurde der Ansitz Aschach so zu einer Gerichtsstätte mit Gefängnis und Folterkammer.
1573 gelangte Schloss Aschach an Ernst von Rauchenberg. Dieser baute das Schloss bis 1586 in der heute noch erhalten Form neu auf. In dieser Zeit wurde auch die Hauskapelle errichtet. Ernst von Rauchenberg war Oberhofmeister der Philippine Welser und Erzieher ihrer beiden Söhne aus der morganatischen Ehe mit Erzherzog Ferdinand II. Als Baumeister des Renaissanceschlosses werden Giovanni Lucchese und sein Sohn Alberto Lucchese vermutet. Erzherzog Ferdinand II., Philippine Welser und deren beiden Söhne und Andreas und Karl sollen sich hier mehrmals in Aschach zu diversen Belustigungen und Hirschjagden aufgehalten haben.
Eigentümer des Schlosses waren danach die Familien von Rauhenberg (1575) und Buchheim (1580), die Familie Schenk und bis 1685 die Familie Rotenbucher. 1685 bis 1826 war das Schloss im Eigentum der Familie Remich, ab 1931 der Familie von Altenburger.

## Schloss Aschach heute
Das dreigeschoßige Gebäude besitzt einen Turm sowie einen Treppenturm. Im Erdgeschoß führt ein Steinportal zu einer mit Gewölben versehene Eingangshalle. Über dem Portal ist ein Wappenstein des Markgrafen Karl von Burgau angebracht. Niedrige Wirtschaftsgebäude umschließen einen Vorhof. In dem massigen, viergeschoßigen Südturm, der ohne Keller direkt auf dem Schiefergestein des Felsens errichtet worden ist, steckt vermutlich das Gemäuer des ursprünglichen mittelalterlichen Wohnturms. Die beiden polygonalen Eckerker sind mit Renaissancehauben gedeckt. Im Schlossinneren sind eine Kapelle und ein Saal im zweiten Obergeschoß zu erwähnen. Die Hauskapelle ist an dem südseitigen Erker mit zwei Spitzbogenfenstern erkennbar; Der Chor von Hauskapellen wurde oft als Erker ausgebildet, da eine kirchliche Bestimmung verbot, Wohnräume über dem Allerheiligsten zu errichten. Im Süden des Schlosses schließt ein kleiner Park mit vielen Bäumen an.
2012 ist das Schloss von der nunmehrigen Besitzerfamilie Andreas und Sieglinde Fluckinger mit Unterstützung durch das Denkmalamt restauriert worden.
Das Renaissanceschloss wird privat zu Wohnzwecken genutzt.